# Mussaenda pinatubensis
Mussaenda pinatubensis är en måreväxtart som beskrevs av Adolph Daniel Edward Elmer. Mussaenda pinatubensis ingår i släktet Mussaenda och familjen måreväxter. Inga underarter finns listade i Catalogue of Life.